# Brandenburg (Kentucky)
Brandenburg é uma cidade localizada no estado americano de Kentucky, no Condado de Meade.

## Demografia
Segundo o censo americano de 2000, a sua população era de 2049 habitantes. 
Em 2006, foi estimada uma população de 2190, um aumento de 141 (6.9%).

## Geografia
De acordo com o United States Census Bureau tem uma área de 
10,2 km², dos quais 10,2 km² cobertos por terra e 0,0 km² cobertos por água.

## Localidades na vizinhança
O diagrama seguinte representa as localidades num raio de 16 km ao redor de Brandenburg. 